# Овинищи (Весьегонский район)
Ови́нищи (Овинище)  — посёлок (село) в составе Кесемского сельского поселения Весьегонского района Тверской области. Бывший центр Овинищенского района.

## География
Расположен на Овинищенской возвышенности в 40 километрах к юго-западу от Весьегонска.
В посёлке находится железнодорожная станция Овинище I, имеется пассажирского железнодорожное сообщение, в том числе — с районным центром Весьегонском (ежедневный пригородный поезд Сонково — Весьегонск). Посёлок связан грейдерной дорогой с региональной автодорогой Р-84 Тверь — Бежецк — Весьегонск — Устюжна.

## История
Возник в 1915 году в связи со строительством железной дороги. Название посёлок получил от построенной железнодорожной станции Овинищи, которая находится в центре посёлка.
В 1939 году в связи с заполнением Рыбинского водохранилища и затоплением большей части Весьегонска в Овинище планировалось перенести районный центр. Но в итоге районным центром Овинищенского района стало село Кесьма.
Однако в 1949 году Весьегонск вновь стал центром района, который в 1959 году поглотил территорию упраздняемого Овинищенского района. До середины 2000-х посёлок имел статуса центра Овинищенского сельского округа, в ходе муниципальной реформы 2000-х был включён в состав Кесемского сельского поселения.

## Население
| 2010 |
| ---- |
| 131  |

Численность населения посёлка неуклонно снижается: по данным 1963 года составляло 812 жителей, по данным 1997 года — 240 жителей, по данным 2004 года — 134 жителя.